# Symplocos saxatilis
Symplocos saxatilis är en tvåhjärtbladig växtart som beskrevs av Aranha, P.W.Fritsch och Almeda. Symplocos saxatilis ingår i släktet Symplocos och familjen Symplocaceae. Inga underarter finns listade i Catalogue of Life.